# Natanz
Natanz – miasto w Iranie, w ostanie Isfahan. W 2016 roku liczyło 14 122 mieszkańców.